# Заручей (Емецкое сельское поселение)
Заручей — деревня в Холмогорском районе Архангельской области.

## География
Находится в центральной части Архангельской области на расстоянии приблизительно 11 км на север по прямой от села Емецк.

## История
В 1905 году здесь (тогда деревня Холмогорского уезда Архангельской губернии) было учтено 5 дворов. До 2022 года входила в Емецкое сельское поселение до его упразднения.

## Население
Численность населения: 47 человек (1905 год), 19 (русские 84 %) в 2002 году, 14 в 2010.